# Серекунда

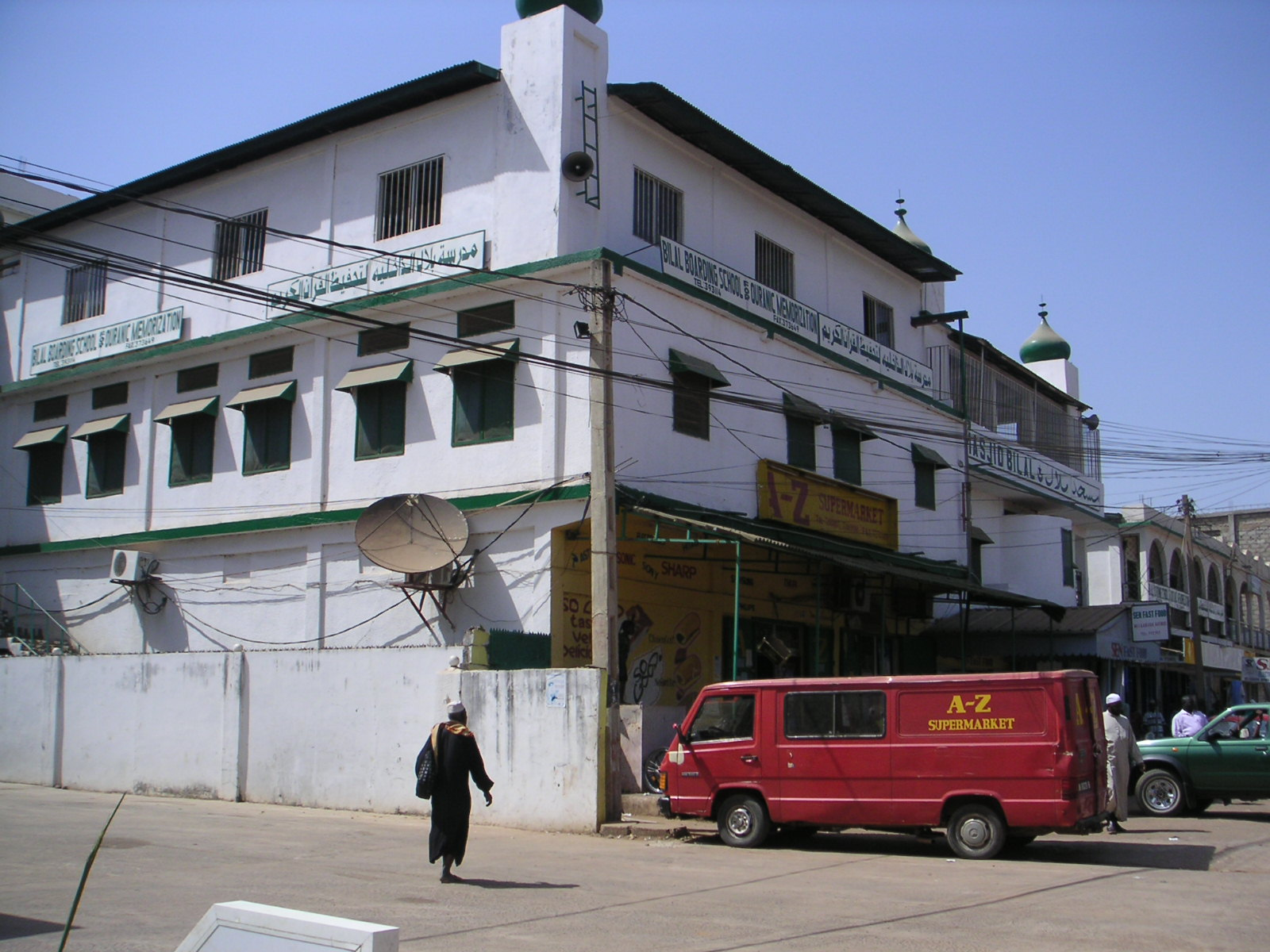
Медресе в Серекунде

Серекунда (англ. Serekunda) — крупнейший город и деловая столица Гамбии, лежащая к юго-западу от столицы государства, Банжула. Находится недалеко от побережья Атлантического океана, в нескольких километрах от прибрежных курортов. Население на 2006 год составляло 335 733 человек, в настоящее время[какое?] — более 350 тысяч. В состав Серекунды входят 9 деревень, которые слились с течением времени в одно целое.

## Этимология
Название означает «дом семьи Сере». По другим данным "Serekunda" представляет собой искажённое "Sayerr kunda", что переводится с языка волоф как "дом Сайерра/дом семьи Сайерра", основателя поселения, торговца и первопроходца

## История
Серекунда была основана во второй половине 19 века купцом Сайерром Джобом, выходцем из народа волоф, родом из города Коки, Королевства Кайор (сейчас северо-запада Сенегала). В то время поселение и местность вокруг представляли собой непроходимые джунгли, ближайшим крупным поселением была Сукута. Позже британцы и португальцы основали в этой местности удобный прибрежный форпост, вокруг которого со временем выросли деревни, слившиеся в одно поселение.

## Экономика

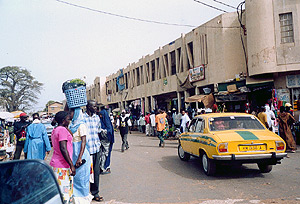
Рынок в Серекунде

Серекунда имеет большое экономическое и логистическое значение для всей Гамбии: здесь располагаются одни из крупнейших гамбийских рынков и лавок. Благодаря удобному географическому положению (на морском побережье и пересечении дорог) город оказывает большое влияние на регион.
После обретения Гамбией независимости в Серекунде было создано несколько общегосударственных административных органов власти: здесь расположены многие посольства, в том числе США и Бразилии.
В районе Канифинг находится Гамбийский университет, основанный в 1998 году.

## Известные уроженцы
Эбрима Колли (2000*) - футболист, полузащитник
Сисей, Янкуба (1984*) - футболист, полузащитник
Осман Сонко (1969*) - экс-министр иностранных дел Гамбии
Мамаду «Футти» Дансо (1983*)  - футболист, защитник
Нджогу Туре (1960*) - известный гамбийский художник

## Города-побратимы
- Мемфис (США)